# Friedrich Bloh
Friedrich Wilhelm Gerhard Bloh (* 23. Oktober 1854 in Wardenburg; † 19. Juni 1941 in Hamburg) war ein deutscher Pädagoge.

## Leben und Wirken
Friedrich „Fritz“ Bloh besuchte eine Schule und von 1869 bis 1871 ein Lehrerseminar in Oldenburg. Während der praktischen Berufsausbildung, die er 1874 abschloss, arbeitete er bis 1873 als Hilfslehrer. Danach unterrichtete er an wechselnden Schulen im Landkreis Oldenburg. 1879 legte er die Prüfung für das Zweite Lehramt ab. Seit 1885 unterrichtete er an Schulen in Hamburg, darunter an einer Volksschule auf der Veddel. 1887 bestand er die Lehramtsprüfung für Mittelschulen, unterrichtete aber weiterhin an Volksschulen, insbesondere an jenen für Mädchen. Von 1890 bis 1904 wirkte er als Hauptlehrer an der Schule Kampstraße 60 in St. Pauli, in der örtlichen Schulkommission und der Schulsynode. Danach wechselte er als Rektor an die Mädchenschule Erkiastraße 41 in Eppendorf, wo er bis zur Pensionierung blieb.
Neben der Lehrtätigkeit wirkte Bloh in der Gesellschaft der Freunde des vaterländischen Schul- und Erziehungswesens und schrieb zahlreiche Beiträge für die Zeitschrift Pädagogische Reform. Darin sprach er sich für schwächsten und kompliziertesten Schüler aus und wollte die Prügelstrafe abschaffen, Schulspeisungen einführen, die Fürsorgeerziehung weiter verbreiten und im Gegenzug die Zwangserziehung zurückführen. Sein wesentliches Interesse galt jedoch der Friedensbewegung. Mitte der 1890er Jahre gründete er die nach Moritz von Egidy benannte Egidy-Bewegung mit und übernahm deren Vorsitz. Von 1899 bis 1930 amtierte er als Vorsitzender der Ortsgruppe Hamburg-Altona der Deutschen Friedensgesellschaft (DFG), der er den Großteil seiner Freizeit widmete. Vor und nach dem Ersten Weltkrieg galt diese Ortsgruppe, deren Vorstand Carl von Ossietzky und Louis Satow angehörten, als eine der aktivsten innerhalb der Bewegung. In Vorträgen und Artikeln sprach sich Bloh gegen die Reichsflottenpolitik aus. Er setzte sich für eine Verständigung von Deutschen und Briten ein und unterstützte die Autonomie Elsass-Lothringens. Nach der Pensionierung 1921 engagierte er sich weiterhin in der Friedensbewegung.
Bloh trat 1919 in die SPD ein und wirkte 1926/27 im Reichsbanner Schwarz-Rot-Gold. Dabei sah er keine Möglichkeit, die Reichswehr sozialdemokratisch beeinflussen zu können. Nachdem sich die SPD 1931 gegen die Friedensgesellschaft ausgesprochen hatte, trat Bloh aus der Partei aus. Während dieser Zeit schrieb er Artikel für die Halbmonatsschrift für pazifistische Politik, die von 1927 bis 1933 als Deutsche Zukunft erschien. Sie diente als wesentliches Mitteilungsblatt der Friedensbewegung Norddeutschlands und setzte sich insbesondere für bessere Kommunikation zwischen Deutschen und Dänen ein. Bloh wandte sich darin wiederholt gegen die Vaterländischen Verbände, deren Darstellung der Unschuld der Deutschen am Ausbruch des Kriegs er als „Vergiftung“ ansah. Da er der Freidenkerbewegung nahestand und im Deutschen Menonistenbund aktiv war, trat Bloh aus der lutherischen Kirche aus. Anfang der 1930er Jahre legte er aufgrund gesundheitlicher Probleme alle öffentlichen Ämter nieder.